# Owen Gene
Pour les articles homonymes, voir Gene (homonymie).
Owen Gene, né le 19 mars 2003 à Nanterre en France, est un footballeur français qui joue au poste de milieu central ou d'arrière droit à Minnesota United.

## Biographie

### En club
Né à Nanterre en France, Owen Gene est formé à l'Amiens SC. Il commence à s'entraîner avec l'équipe première à partir de la saison 2020-2021 et signe son premier contrat professionnel le 22 juin 2021, d'une durée de trois ans,.
Gene joue son premier match en professionnel le 13 novembre 2021, à l'occasion d'une rencontre de coupe de France face à l'ES Anzin Saint Aubin. Il est titularisé et son équipe s'impose par cinq buts à zéro. Il fait sa première apparition en Ligue 2 sept jours plus tard, en étant titularisé contre Le Havre (1-1 score final). Lancé dans le monde professionnel par Philippe Hinschberger dans un rôle inhabituel d'arrière droit, Gene s'impose durant sa première saison comme un titulaire, poussant Mickaël Alphonse sur le banc et devenant l'une des révélations de la saison à Amiens.